# Langam
Le langam est une langue papoue parlée en Papouasie-Nouvelle-Guinée dans la province de Sepik oriental.

## Classification
Le langam constitue avec le mongol et le yaul les langues mongol-langam, une des familles de langues papoues.